# Бихаћка операција 1942.
Бихаћка операција је једна од највећих победа НОВ и ПОЈ у 1942. години. У њој је осам бригада НОВЈ под командом Оперативног штаба за Босанску Крајину уништило усташко-домобрански гарнизон у Бихаћу и околним местима и нанело непријатељу значајне губитке. Битка за град трајала је од 2. до 4. новембра 1942. године, и наставила се наступним маршем јединица НОВЈ против остатака разбијених јединица и деморалисаних околних гарнизона. Разбијен је усташки 4. дјелатни стајаћи „сдруг” (бригада) и делови 12. домобранске пјешачке пуковније. Ово је била једна од највећих у дугом низу победа НОВЈ над снагама НДХ које су уздрмале НДХ и веома ограничиле домен важења њених установа.
Освајањем Бихаћа повезана је слободна територија у Босанској Крајини и централној Босни са слободном територијом у Далмацији. Лици, Кордуну и на Банији. Тако је формирана непрекидна слободна територија од Карловца до Ливна на којој су образоване многе војне и цивилне институције, позната као Бихаћка република или Титоланд (по Немцима). Ослобођени Бихаћ постао је војно, политичко и културно средиште Народноослободилачког покрета.

## Оперативна ситуација пре Бихаћке операције
Народноослободилачки покрет у западним крајевима Југославије у другој половини 1942. године био је у великом успону. Од партизанских одреда стваране су бригаде као чврсте и покретне војне формације. У средишњим областима Босне оперисала је група од седам бригада под непосредном командом Врховног штаба. У Босанској Крајини је до почетка Бихаћке операције формирано 6, у Хрватској 18 и у Словенији 4 бригаде НОВЈ. Од ових снага Врховни штаб је 1. новембра формирао 3, а затим 8. новембра 1942. још пет дивизија. Осим њих, постојао је и знатан број територијалних партизанских одреда и самосталних Батаљона и чета.
У Босни су партизани су од усташа и домобрана ослободили велики број места: Дрвар, Босански Петровац, Кључ, Гламоч, Мркоњић-Град, а вођене су борбе против Италијана и четника за Босанско Грахово, против Немаца и усташа за Јајце и против Италијана, усташа и четника за Ливно. У Хрватској су партизани држали Кореницу, Војнић, Вргинмост и већи број мањих места.
Кроз Босанску Крајину и преко Кордуна пролазила је демаркациона линија између италијанске и немачке окупационе зоне. Италијани су се током 1942. ограничили на држање мањег броја важнији гарнизона, углавном у обалном појасу. Ту су биле стациониране главне снаге V, XVIII и VI корпуса италијанске Друге армије. Територију су покушавали да контролишу уз помоћ четника и других квислиншких формација, попут Добровољачке антикомунистичке милиције, док су већину насељених места у унутрашњости препустили снагама НДХ.
У својој окупационој зони у северном делу Босне Немци су држали 714. и 718. посадну дивизију. У мају 1942. прогласили су ту област ратним подручјем, тако да су снаге НДХ и локални четници у области били под непосредном командом дивизијских штабова.

## Значај Бихаћа
Према административној организацији НДХ, Бихаћ је био административно седиште Велике жупе Крбава и Псат. У Бихаћу су се налазиле бројне цивилне и војне установе. Осим тога, Бихаћ је био војна база за офанзивно деловање против јединица НОВЈ и кључно утврђење на стратешки важној комуникацији између јадранске обале и долине Саве.
Бихаћ је такође био база усташких злочинаца који су током 1941. и 1942. починили бројне масакре у граду и околним селима над српским и јеврејским цивилима.
За партизане, Бихаћ је био средиште области са знатним економским и мобилизацијским потенцијалом. Окупациона управа у Бихаћу раздвајала је слободну територију у западној Босни од слободне територије у Хрватској. Релативно изолован бихаћки гарнизон представљао је перспективу војничког успеха и задобијања знатног плена у оружју и војном материјалу.

## Ток операције
На предлог Оперативног штаба за Босанску Крајину, на основу расположивих података о непријатељу, Врховни штаб издао је 18. октобра 1942. ОШ за Босанску крајину наређење за извођење операције, а Главни штаб Хрватске наређење за садејство у операцији и стављање на располагање 3 бригаде. Напад је требало да буде изведен до 5. новембра.

### Супротстављене снаге
Оперативни штаб за Босанску Крајину за Бихаћку операцију прикупио је 5 својих бригада:
1. 1. крајишку бригаду (3 батаљона)
2. 2. крајишку бригаду (3 батаљона)
3. 3. крајишку бригаду (сва 4 батаљона)
4. 5. крајишку бригаду (сва 4 батаљона)
5. 6. крајишку бригаду (2 батаљона)

Осим ових, штабу су за операцију стављене на располагање 3 бригаде ОШ Хрватске:
1. 2. личка бригада (сва 4 батаљона)
2. 4. кордунашка бригада (сва 4 батаљона)
3. 8. банијска бригада (3 батаљона)

У нападу је учествовао и мешовити артиљеријски дивизион ОШ за Босанску Крајину, састава: 3 хаубице 100 mm, 4 брдска топа и једна батерија противоклопних топова.
Укупна јачина ових јединица у време напада износила је око 7.000 људи. Јединице су биле посебно мотивисане за ову акцију због присуства познатих усташких злочинаца у Бихаћу. ОШ Крајине и штабови бригада су у наређењима за напад посебно нагласили аспект кажњавања усташких зликоваца у операцији. Операцијом је командовао Оперативни штаб за Босанску Крајину, чији је командант био Коста Нађ.
Одбрана Бихаћа располагала је следећим јединицама:
1. 4. дјелатни „сдруг” усташке војнице, јачине 4 бојне (батаљона) (3.000 људи):
  1. 19. усташка бојна, стационирана у самом граду
  2. 31. усташка бојна, стационирана у Личком Петровом Селу и Раковици
  3. 32. усташка бојна, стационирана у Босанској Крупи
  4. 33. усташка бојна, стационирана у самом граду
2. штаб и једна бојна 12. домобранске пјешачке пуковније, стационирани у граду (око 800 људи)
3. једна сатнија (чета) 2. домобранске пуковније, стационирани у граду (око 200 људи)
4. више група усташке милиције јачине 10-40 људи, распоређених по селима у широј околини.

За одбрану Бихаћа непријатељ је располагао са четири хаубице 100 mm од којих су се две налазиле у граду, а две на Хаџиабдића брду.
Укупна јачина ових јединица у време напада износила је око 4.000 људи.
Усташе су биле изузетно мотивисане за одбрану, јер су биле свесне својих почињених злочина и казне која их чека уколико буду савладани. У домобранским јединицама мотивисаност за борбу била је врло ниска.

### Организација непријатељске одбране
Одбрана Бихаћа била је кружна, и то у два појаса. Спољашња одбрана Бихаћа састојала се из истурених посада распоређених по околним местима и локалитетима. Нека од ових места била су добро утврђена и тешко освојива, на пример Изачић и Острожац. Недостатак спољашње одбране састојао се у томе што није била у потпуности ватрено повезана између себе, што је остављало нападачу могућност изненадног прикривеног упада кроз одбрану.
Унутрашња одбрана састојала се из низа међусобно повезаних добро утврђених упоришта. Нарочито су добро били утврђени Сомишље и Жегар са Жегарском алејом и Бориком на левој обали Уне.
Непријатељске снаге у Бихаћу биле су довољно бројне, снабдевене и утврђене да одбију сваки евентуални напад, или у крајњем случају да се одрже до доласка евентуалне помоћи из других упоришта.

### План напада
Према плану Оперативног штаба, требало је са четири бригаде извршити једновремен концентричан напад на Бихаћ и обезбедити се потребним снагама са правца Босанске Крупе и Цазина. Истовремено, напасти на Личко Петрово Село ради обезбеђења од евентуалног непријатељевог дејства из Слуња, Оточца и Госпића.
Да би се сломио добро организована одбрана Бихаћа било је изузезно пожељно очувати тајност операције до самог тренутка напада. Такође, да би се смањила вероватноћа интервенције из других гарнизона, Наређено је појачавање свих дејстава на удаљеним правцима, према Босанском Новом, Санском Мосту и у источној Банији, ради стварања утиска код непријатеља о непосредној опасности.
Након савладавања отпора у Бихаћу, развити офанзивна дејства ка северу, североистоку и северозападу, уништити повезане посаде и задобијену иницијативу и уздрманост непријатеља.

### Ток борбе
Јединице су морале да савладају знатне раздаљине до полазних положаја за напад. Покрети ради концентрације снага почели су 28.10. Јединицама је наређене о нападу са спецификованим циљем и детаљима о ангажовању јединице објављено тек 1. новембра. Међутим, покрети јединица и њихов смер нису могли остати тајна ни за борце ни за народ. Чињеница да је ипак постигнуто наређење говори о јединству народа и војске у том крају и о немоћи власти НДХ да успостави своју обавештајну службу.
Напад је почео 2. новембра у 21:30. Знак за почетак напада дат је испаљивањем граната из две хаубице на упориште Сомишље. Јединице НОВЈ постигле су пуно изненађење — у тренутку напада у граду је још горело електрично осветљење.
Јединице су подишле објектима за напад, а Први батаљон Друге крајишке бригаде под командом народног хероја Ранка Шипке успео је неопажен да се убаци у сам град, у део на десној обали реке Уне. Први батаљон Прве крајишке бригаде провукао се неопажен између непријатељских спољашњих упоришта, и енергичним јуришем за само десет минута заузео Сомишље, најјаче усташско утврђење са леве стране реке Уне.
Истовремени удар на спољашњу и унутрашњу линију одбране, као и из самог града, дезорганизовао је усташко-домобранску одбрану. Током прве ноћи 8. банијска бригада уништила је непријатељска упоришта на северозападном правцу, ликвидирала посаду из Изачића која је покушала да се пробије у град, продрла у део града на десној обали Уне, заузела железничку станицу и околне објекте и повезала се са Другом крајишком бригадом. Друга крајишка продрла је у део града на десној обали Уне са источног правца чистећи успут мања непријатељска упоришта. Током ноћи ове две бригаде запоселе су целокупно подручје града изузев две утврђене зграде из којих је непријатељ још пружао отпор. Овај отпор ликвидиран је током преподнева 3. новембра 1942.
У делу града на левој обали Уне отпор је био јачи и организованији. Прва и Трећа крајишка бригада ликвидирале су спољашња утврђења, а највећи успех било је заузимање Сомишља. Са ових положаја ове две бригаде извршиле су напад на добро утврђени усташки логор у Жегару. Међутим, усташе су одбиле овај напад и у 4 сата предузеле противнапад са намером да поново овладају Сомишљем. Овај напад био је одбијен. Током целе ноћи и наредног дана низали су се напади и противнапади обе стране.
Током преподнева усташка команда из Бихаћа упорно је тражила „моторизовани сдруг” као помоћ од Главног стожера. Испаде усташа из Босанске Крупе и Цазина у правцу Бихаћа успешно су неутралисале Шеста крајишка и Четврта кордунашка бригада. Главни стожер домобранства затражио је помоћ од немачке команде, међутим генерал Штал, командант 714. дивизије, одбио је захтев наводећи као образложење интензивне партизанске активности „на Шамарици, у околини Двора и Босанског Новог”. Посада у Бихаћу једино је добила неколико налета авијације као помоћ.
Прва и Трећа крајишка предузеле су одлучни напад на Жегар 3. новембра у 15:00. Усташе су се браниле са фанатичном упорношћу, до последњег. Ипак, упориште је савладано. Након тога ове бригаде наставиле су напредовање ломећи узастопни усташки отпор и током послеподнева и следеће ноћи овладале делом града до канала у центру града. Око мостова преко канала распламсала се борба са наизменичним нападима обе стране. 4. новембра у 12 сати Прва и Трећа крајишка бригада извршиле су јуриш преко мостова и по цену знатних губитака прешле канал. Последњи усташки отпор сломљен је око 16 часова истог дана. Овако је борбу на каналу описао Ђуро Кнежевић, један од учесника, десетар у Другој чети Трећег батаљона Прве крајишке бригаде
Канал на коме смо се нашли био је посљедња одбрана Бихаћа, али и најтврђа. Мост преко канала завршавао се бункерима на обје стране, а крај њих су биле двије хаубице. Иза њих је десну страну улице затварало жуто-розе здање Медресе, а лијеву зграде трговачког блока. Све ове зграде биле су праве тврђаве. Са сваког прозора сипала су ватру аутоматска оружја. Наша чета се налазила у Клостеру, а Прва у згради преко пута, која је била усташки војни магацин. Само што смо предахнули и заузели положаје, усташе су извршиле противнапад. У трен ока мост су прекрили усташки лешеви. Десет пушкомитраљеза наше и Прве чете одједном су тукли мост. До десет часова усташе су још у неколико наврата покушавале противнападе, али су се увијек враћали натраг, уз тешке губитке.
Онда су усташе почеле да туку Клостер хаубицама, испред бункера с друге стране моста. Упоредо су изводили и јурише. До 10 часова смо били изложени жестокој ватри. Срећа је наша била што хаубице нису могле гађати приземље, већ су тукле кров и спрат. У почетку смо тешко подносили експлозије топовских граната изнад глава, али што је вријеме одмицало ми смо се на то привикавали. С плафона су нас стално засипали малтер и кречна прашина, па смо сви личили на млинаре, а од детонација смо били напола глуви. Шест пушкомитраљеза наше чете, постављених на прозорима ка мосту, с времена на вријеме су рафалима одбијали усташке противнападе. У Клостеру је било и подоста часних сестара и дјеце, махом из усташких породица, смјештених овдје као на сигурно мјесто. Очигледно су им свашта о нама напричали, јер је било очито да нас се боје колико и граната које су нас засипале.
Послије два сата опет се наша ударна група врати на пуложаје. Наредише нам да се припремимо за јуриш. Бомбашка група већ је била спремна. Предводио ју је комесар чете Коста Бојанић. Пошто је Лазо Карановић, пушкомитраљезац из моје десетине, био у бомбашкој групи, ја сам узео његов пушкумитраљез. Комесар Коста ми нареди да без прекида тучем пушкарницу на бункеру с лијеве стране моста. Остали пушкомитраљесци и борци добили су задатак да луку прозоре на зградама из којих су се усташе браниле. Онда отпоче ураганска ватрена припрема јуриша, а убрзо преко моста кренуше трком - прво комесар Коста, за њим Руди Турчиновић из Прве чете, па онда угледах Рајка, за њим Стипу и Николу. Док шаљем рафал за рафалом, видим их како бацају бомбе на бункер. У том тренутку узимам пушкомитраљез и трчим за њима. На мосту сусрећем Стипу, рањеног у главу. Мало даље, уз зид Медресе, стоји наш комесар Коста. Видим нешто није у реду и питам га шта је.
- Продужи напријед - одврати он, - Погинуше Рајко, Граховац и Руди Турчиновић... Ја сам рањен, али ти гурај напријед и никоме не говори о овоме...
Сјурих се напријед и заједно са групом бораца наше чете улетјех у зграду Медресе. У истом тренутку борци Прве чете упадоше у зграде трговачког блока. Још нисмо били ни заузели положаје у освојеним зградама, а усташе изведоше противнапад. Једна њихова група упаде у Медресу, али је зачас слистисмо. Испред Медресе, ка пијаци, био је брисани простор, преко кога су усташе неколико пута покушале да нас одбаце, али смо их увијек враћали, наносећи им велике губитке. Приликом једног од тих усташких противнапада нестаде ми муниције. Викнух помоћнику да ми брзо донесе који шаржер и уто ми притрча неки непознат младић с пуном торбом муниције. Остао је крај мене до краја борбе за Бихаћ и брзо ми пунио и додавао шаржере.
Неколико дана по ослобођењу Бихаћа био сам с мојом десетином у патроли према Клокоту. С нама је био и онај мој новопечени помоћник. Али, у Клокоту га неки мјештани препознаше као усташу. Хтједоше да га линчују, али ми не дозволисмо. По повратку из патроле о томе смо обавијестили команду чете и добисмо налог да мог помоћника предамо Команди мјеста у Бихаћу...

Посљедњи јуриш у бурбама за Бихаћ извршили смо између 15 и 16 часова из Медресе ка сјеверозападној ивици града. Бихаћ је тиме био ослобођен. У наредних сат-два само се из понеке зграде још могао зачути по који пуцањ. То су наши борци чистили зграде од прикривених непријатељских војника...
Бихаћ је ослобођен после 42 сата непрекидне борбе, 4. новембра око четири сата после подне. Остатак усташке посаде који је успео да се извуче из града у покушају да се пробије до Цазина, упао је током ноћи 4./5. новембра у за ту сврху постављену заседу два батаљона Пете и Шесте крајишке бригаде. Упркос великим губицима, захваљујући безусловној решености, група усташа успела је да се пробије преко положаја ових батаљона.

### Наставак операције
У Бихаћу је као посадна јединица остављена Трећа крајишка бригада, а остале јединице одмах су упућене према околним непријатељским градовима ради експлоатације успеха.
Друга крајишка бригада упућена је још у току ноћи у правцу Босанске Крупе ради садејства Шестој крајишкој приликом напада на ово место. Међутим, 32. усташка бојна и локалне усташке снаге нису сачекале напад, већ су се у току исте ноћи евакуисале у Босански Нови.
Осмој банијској бригади 4. новембра у 17 часова наређено је да одмах крене преко С. Брековице и Острошца ка Цазину и да се повеже са јединицама 5. крајишке (козарске) и 6. крајишке бригаде које су се налазиле на сектору Острошца.
У времену од 5. до 15. новембра снаге Оперативног штаба за Босанску крајину ослободиле су Босанску Крупу, Отоку, Цазин и Бужим, као низ других насељених места, и блокирале непријатељеве снаге у Босанском Новом. За то време снаге Главног штаба Хрватске ослободиле су Слуњ, Цетинград, Велику Кладушу, Вранограч и низ других насељених места.

## Резултати операције
Бихаћком операцијом знатно је увећана и повезана слободна територија. У борбама 2. — 4. новембра убијено је око 800 усташких и домобранских војника и официра, а заробљено је 835 војника и 35 официра са поджупаном на челу. Заплењено је 8 артиљеријских оруђа (4 хаубице, 3 противтенковска и 1 брдски топ), 2 минобацача, и преко 1.500 пушака, аутомата и митраљеза. Јединице НОВЈ имале су 130 погинулих и преко 200 рањених бораца. Заробљени домобрани су већином разоружани и пуштени, док су усташе углавном стрељане. Ова пракса провођена је јавно, тако да је Врховни штаб 18. новембра издао саопштење о стрељању 130 усташа заробљених у Бихаћу.
Између осталих стрељани су:
1. Дујмовић Петар, из Заваља. Усташа и члан Покретног преког суда, који је отерао у смрт на десетине антифашиста.
2. Уремовић Доминик, из Бихаћа. Као усташа задржао 37 православних сељака који су ишли на рад у Немачку и предао их усташком редарству, где их је његов син дивљачки мучио и све поубијао.
3. Млинарић Илија, из Слав. Брода. Као заклети усташа прошле године бацао невине људе У јаму и зверски убијао старце, жене и децу.
4. Алтић Мехмед, познати крволок. Силовао 9 девојака, које је после овог гнусног чина зверски убио,
5. Машић Ибрица, усташа. Организовао отпор приликом ослобођења села Рибића.
6. Ракела Радослав, из Бихаћа. Познати усташа и шпијун усташке надзорне службе.
7. Јеркић Фрања, из Добрвице. Заклети усташа и учесник у клању недужног становништва.
8. Одић Хасан. Заклети усташа и пљачкаш.
9. Јанковић Тома, из Краља. Клао рањене Србе који су били покошени усташким митраљезом.

Ништа мањи нису ни злочини осталих стрељаних бандита из XIX усташке Личке бојне, који су се прикривали међу заробљеним домобранима да би избегли праведној казни за своје злочине.
Бихаћ је постао средиште слободне територије познате као Бихаћка република. У Бихаћу су се одвијале живе и значајне војне, политичке и културне активности. Крајем новембра одржано је прво заседање АВНОЈ-а и УСАОЈ-а.
О борбама за Бихаћ Бранко Ћопић написао је књигу „Делије на Бихаћу”.
Јединице НОВ и ПОЈ су са територије Бихаћке републике вршиле офанзивна дејства на околне гарнизоне и диверзије на комуникације. Вођене су против Немаца и усташа борбе за Јајце, Босански Нови и Сански Мост, а против Италијана, усташа и четника борбе за Ливно.
Бихаћ је био слободан до 29. јануара 1943, када га је, у склопу операције Вајс I заузела немачка 7. СС дивизија.